# Ольга Юріївна
Ольга Юріївна (? — 4 липня 1182) — галицька княгиня, дружина галицького князя Ярослава Осьмомисла (бл. 1140—1187), дочка великого князя київського, Юрія Долгорукого.

## Життєпис
У 1150 році видана за спадкоємця галицького князя Володимирка Володаревича, Ярослава Осмомисла. Цей шлюб мав велике значення для Русі у середині XII ст., оскільки дав Юрію Долгорукому надійного союзника в боротьбі за Київ з Ізяславом Мстиславичем в особі свого свата Володимирка та його сина Ярослава. Однак шлюб Ярослава з Ольгою фактично розпався у середині 1160-х рр. У 1171 р. Ольга з сином втекла у Польщу, звідки перебралася на Волинь. Після загибелі Настаськи Чагрович у листопаді 1171 р. вона повернулася у Галич, але вже у 1173 р. їй з дітьми довелося знову втікати у Луцьк, звідки вони перебралися до Торчеська. Далі Ольга виїхала у Владимир на Клязьмі. Тут 25 жовтня 1179 р. хрестила племінницю Збиславу-Пелагію. Пізніше стала черницею під іменем Єфросинії.

## Діти
- Єфросинія Ярославна — дружина сіверського князя Ігора Святославича, героя «Слова о полку Ігоревім».
- Невідома на ім'я дочка — була видана за Мстислава Ростиславича (?—1180) з смоленської гілки Мономаховичів.
- Володимир Ярославич — князь галицький (1188—1199), останній представник Ростиславичів у Галичі.
- Вишеслава Ярославна — дружина Одона Мешковича, князя познаньського.